# جيريمي هايز
جيريمي هايز (بالإنجليزية: Jeremy Hayes)‏ هو محرر الصوت بريطاني، ولد في القرن العشرين.